# Contratto di scambio
Il contratto di scambio è un contratto sinallagmatico che implica uno scambio tra una cosa (o un servizio) e un corrispettivo.
È compreso nella categoria dei contratti onerosi poiché un soggetto si obbliga a conseguire una prestazione in cambio di un corrispettivo economico, a differenza dei contratti gratuiti nei quali la prestazione di uno dei due contraenti non ha per scopo il conseguimento di un corrispettivo.